# 2848 ASP
A 2848 ASP (ideiglenes jelöléssel 1959 VF) a Naprendszer kisbolygóövében található aszteroida. Indianai Egyetem fedezte fel 1959. november 8-án.